# Andrzej Panufnik
Sir Andrzej Panufnik (Varsó, 1914. szeptember 24. – Twickenham, Richmond upon Thames kerület, 1991. október 27.) lengyel zeneszerző, zongoraművész, karmester és zenepedagógus volt. Pályafutása során egyike lett a vezető lengyel zeneszerzőknek, karmesterként pedig jelentős szerepe volt a Varsói Filharmonikusok újjászervezésében a II. világháború után. Mivel megelégelte a hazájában uralkodó rendszer zenén kívüli követeléseit, 1954-ben az Egyesült Királyságba disszidált. Hamarosan a Birminghami Szimfonikusok (City of Birmingham Symphony Orchestra) vezető karmestere lett, de két év elteltével lemondott, hogy minden idejét a zeneszerzésnek szentelhesse.

## Élete

### Gyermekkora és tanulmányai
Panufnik Varsóban született, egy zeneszerető család második fiaként. Édesapja amatőr (de hírneves) hegedűkészítő mester, édesanyja hegedűművész volt. Kora gyermekkorától egyaránt érdekelte a zene és a repülőgépek mechanikája. Nagyanyja zongorára taníttatta, de – bár tehetségesnek mutatkozott - tanulmányai nem sok eredménnyel jártak. Iskolásként komponált néhány könnyedebb dallamot, de apja nem járult hozzá, hogy fia a zenei pályát válassza. Végül azonban megenyhült, és megengedte, hogy zenét tanuljon, feltéve, hogy leérettségizik. Felvételije a Varsói Konzervatórium zongora tanszakára nem sikerült, viszont felvették az ütőhangszer szakra. Hamarosan otthagyta azonban ezt az osztályt is, hogy a zeneszerzés és a vezénylés tanulmányozására tudjon koncentrálni. Keményen dolgozott, és így sokkal rövidebb idő alatt befejezte a tanulmányait, mint várták.
Miután 1936-ban kitüntetéssel végzett, azt tervezte, hogy Bécsbe utazik, és karmesterséget tanul Felix Weingartnernél. Ezt azonban el kellett halasztania, mivel behívták katonai szolgálatra. Visszaemlékezve elmesélte, hogy az alkalmassági vizsga előtti éjjelen hallotta a rádióban a Bogurodzica című középkori lengyel nemzeti éneket. Ez annyira elbűvölte, hogy késő éjszakáig fenn maradt és kiadós mennyiségű feketekávét fogyasztott. Eredménye az lett, hogy nem felelt meg az orvosi vizsgálaton és felmentették a katonai szolgálat alól. A tanulmányaiból így kiesett évet pénzkereséssel és filmzene komponálással töltötte.
1937-ben utazott Bécsbe Weingartnerhoz. Eleget tett tanára kívánságának, hogy tanuljon zenét a Második bécsi iskola zeneszerzőitől, de – bár tetszett neki Schönberg erőteljes iránymutatása, hogy a kompozíciónak művészi szempontból egységesnek kell lennie – a tizenkét fokú szerkesztésmódot nem kedvelte. A tervezett egyéves tartózkodás vége előtt visszatért Lengyelországba, nem sokkal az Anschluss után, amikor a politikai helyzet miatt Weingartnert elmozdították az Akadémiáról.
Néhány hónapot töltött Párizsban és Londonban is, ahol magánúton folytatta tanulmányait és megírta első szimfóniáját. Londonban újra találkozott Weingartnerrel, aki azt tanácsolta, maradjon Angliában, hogy elkerülje a nemzetközi helyzet rosszabbodásának esetleges következményeit. Panufnik azonban eltökélt volt abban, hogy visszatérjen hazájába.

### Panufnik háborúja

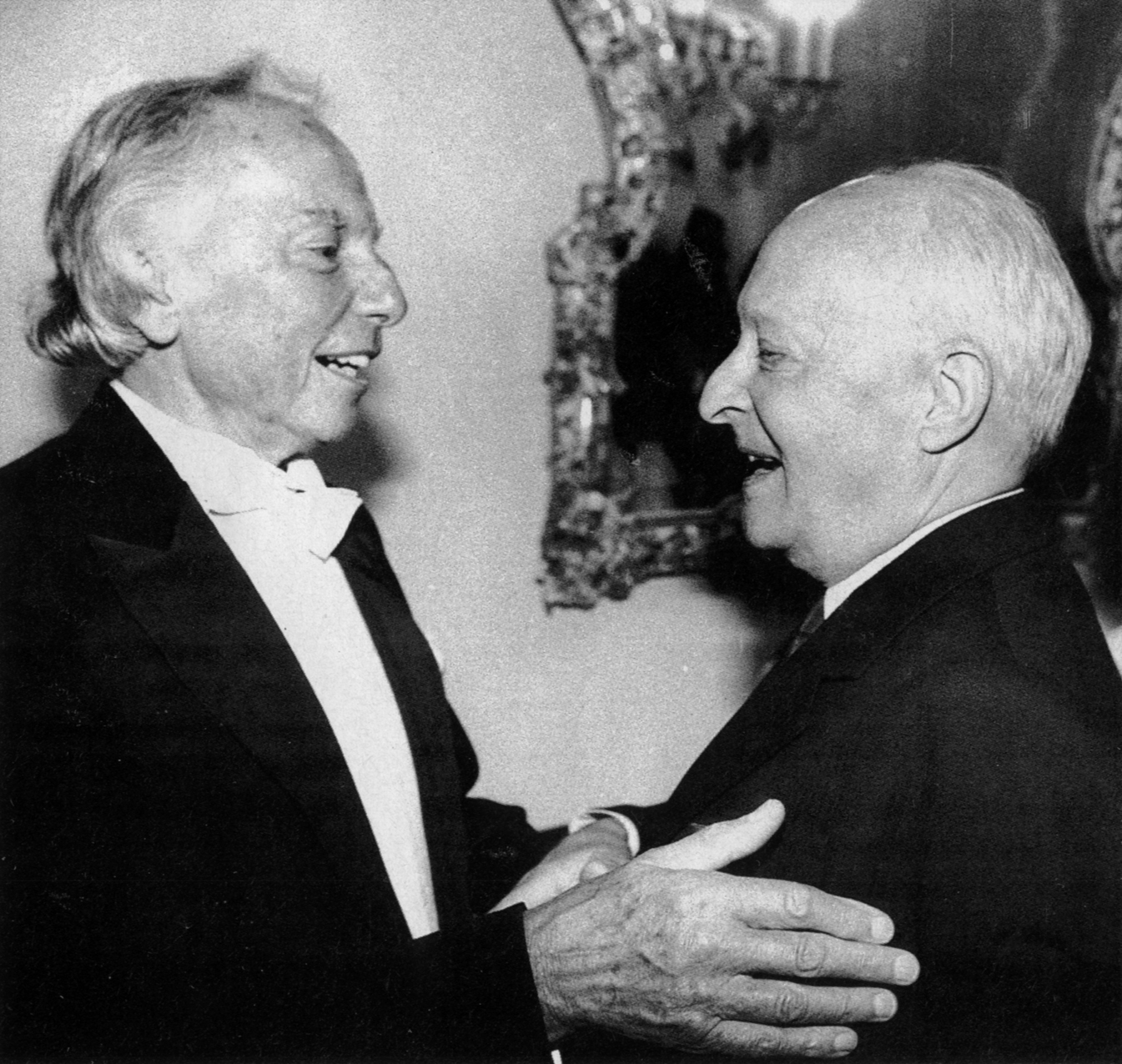
Witold Lutosławski (jobbra) üdvözli öreg barátját, Panufnikot 1990-ben.

Varsó német megszállása idején Panufnik zongorás duót alapított barátjával és zeneszerző társával, Witold Lutosławskival, és varsói kávéházakban léptek fel. A lengyel emberek számára ez volt az egyetlen módja az élő zene hallgatásának, minthogy nem volt lehetőség hangversenyek szervezésére, mert a megszálló erők megtiltottak mindenféle gyülekezést. Panufnik komponált néhány illegális ellenállási dalt is, amelyek népszerűvé váltak a lengyel közösség körében. Ebben az időszakban írta a Tragikus nyitányt és második szimfóniáját. Később módja volt jótékonysági hangversenyek dirigálására is, ezek egyikén volt a Tragikus nyitány ősbemutatója. Nem sokkal a varsói felkelés előtt, beteg édesanyjával elmenekült Varsóból, hátrahagyva minden kéziratát. Amikor 1945 tavaszán visszatért romjaiban heverő városába, hogy eltemesse fivérét és megkeresse a kéziratait, rádöbbent, hogy a borzalmas pusztítást átvészelték ugyan a kották, de azokat a lakás új bérlői tűzbe vetették.

### Szocialista realizmus
A világháború befejeződése után Panufnik Krakkóba költözött, ahol a katonai filmgyártás számára írt filmzenéket. Ezek zöme propagandafilm volt; Panufnik egyszer elmesélte, hogy a Falvak villamosítása című alkotáshoz a rendező képtelen volt találni olyan házat, amelyben ne lett volna áramellátás, így aztán le kellett döntenie a villanyoszlopokat és lebontani a vezetékezést, hogy a filmforgatás során építsék fel újra. Panufnik elfogadta a Krakkói Filharmonikus Zenekar vezető dirigensi állását. Elveszett műveinek egy részét újraírta, kezdve a Tragikus nyitánnyal, amely még frissen élt az emlékezetében. Erőt merítve ebből, szintén rekonstruálta a Zongoratriót és a Lengyel parasztdalokat. Az 1. szimfónia azonban nem bizonyult ilyen egyszerűnek, és csalódva az eredményben elhatározta, hogy új művek komponálására összpontosítja erejét.
Miután zeneigazgatói kinevezést kapott a tetszhalott Varsói Filharmonikusok élére, amely hagyományosan Lengyelország vezető zenekara, Panufnik muzsikusokat toborzott és épületet próbált találni. Amikor a bürokratikus akadályok megnehezítették az újjászervezést (például, a zenészek lakáshelyzetének megoldatlansága), tiltakozásul lemondott. Ebben az időszakban külföldön is kapott dirigensi feladatokat, egyebek közt a Berlini Filharmonikus Zenekar vendégkarmestereként. A Tragikus nyitányt is bele kellett építenie a műsorba, hogy emlékeztesse Németországot varsói cselekedeteire.
Ez idő tájt újra komponálni kezdett. Megírta a Circle of Fifths (Kvintkör) című darabját, zongorára (publikálva mint 12 Miniatűr tanulmány).
Kołysanka (Bölcsődal) című kompozícióját, melyet vonós zenekarra és két hárfára írt, a Temze folyó és a Waterloo-hídról megcsodált éjszakai égbolt látványa inspirálta. A negyed hangközök használata és a sűrű zenei szövet új utat tört Panufnik művészetében és a lengyel zenében is. A Holdat a hegedű, a brácsa és a cselló lengyel népi témán alapuló szólamai ábrázolják, amelyek hol elhalványodnak, hol előbukkannak, ahogy a Hold az előtte elúszó felhőkben. A szerző komponált egy Sinfonia Rustica című szimfóniát is, az e műfajban elveszett két műve miatt inkább nevet adva, mintsem 1. szimfóniának nevezve azt.
Panufnuk kollégái biztatására elfogadta az újonnan alapított Związek Kompozytorów Polskich (Lengyel Zeneszerzők Egyesülete) nevű szervezet elnökhelyettesi posztját. Ebben a tisztségben azonban olyan helyzetekbe került, amelyeket nem tudott elfogadni, olyan konferenciákon, amelyek sokkal inkább voltak politikaiak, mint zeneiek. Egy ilyen konferencián találkozott Kodály Zoltánnal, aki magánbeszélgetésben megosztotta vele hasonló érzéseit a művészet kilátástalanságáról. Találkozott olyan zeneszerzőkkel is, mint az angol Alan Bush, akik rokonszenveztek a sztálinizmussal, és a politikai szélső balhoz tartozókkal, mint Benjamin Frankel.
Panufnik ellenérzéseit csak fokozta, hogy a háború utáni időszakban a kormányzat egyre inkább beavatkozott a művészetekbe. A Szovjetunióban bekövetkezett események, különösen az 1948-as zsdanovi dekrétumok folyományaként, a zeneszerzőknek a szovjet realizmust kellett követniük, és a zeneműveknek – akárcsak más művészeti alkotásoknak – a „szocialista élet realitásait” kellett tükrözniük. Panufnik később elmélkedett a szocialista realizmus ködös természetéről, és egy akkori lengyel viccet idézett, mely szerint az olyan volt, „mint a szúnyog: mindenki tudja, hogy van fullánkja, de még senki nem látta.” Ebben a légkörben Panufnik, aki nem volt tagja a kommunista pártnak, megpróbált egy elfogadható utat járni, történelmi lengyel zenén alapuló művek komponálásával. Így írta meg a Antigua Suite Polaca (Antik lengyel szvit) című szimfonikus darabját.
Nocturne című művét formalistának bélyegezték, a Sinfonia Rusticáról pedig Włodzimierz Sokorski tábornok, kulturális miniszter kijelentette, hogy „megszűnt létezni”. Panufnik később úgy írt erről a szimfóniájáról, hogy „egy egyértelműen ártatlan mű”, és különösen sértőnek találta, hogy azon bírálók egyike, akik törvényen kívül helyezték a művet, korábban tagja volt annak a testületnek, amely a Nemzetközi Chopin Verseny első díjával ismerte el. A művet ennek ellenére kiadta az állami kiadóvállalat, és – amint azt Adrian Thomas kimutatta – szórványosan továbbra is előadták Lengyelországban. Míg a szerzeményeit hazájában formalistának bélyegezték, ő maga külföldön kulturális „exportcikknek” számított, zeneszerzőként és karmesterként egyaránt. A legmagasabb állami kitüntetésben részesítették: megkapta a Munka Érdemrend I. fokozatát (Order Sztandaru Pracy I klasy).
1950-ben egy lengyel delegáció tagjaként a Szovjetunióba látogatott, hogy tanulmányozzák a szovjet oktatási módszereket. Találkozott Dmitrij Sosztakoviccsal, akit már korábbi konferenciákon is támogatott, és Aram Hacsaturjánnal. Kisebb zeneszerzőkkel való beszélgetés során arra kényszerült, hogy elmondja, min dolgozik. Érezte, hogy valami elfogadhatót kell mondania, így – mintegy mellékesen – megemlítette, hogy egy Béke szimfónia ötlete foglalkoztatja. Ezt aztán felkapták, és hazatérve nyugodt körülményeket biztosítottak a számára, hogy tető alá hozhassa a művet. (Panufnik úgy értelmezte, hogy „utasították” az alkotásra…). Háromtételes művet írt, zárásként jó barátjának, Jarosław Iwaszkiewicznek a szavait zenésítve meg. Panufnik bízott abban, hogy a műben sikerült a békéről alkotott saját koncepcióját megfogalmaznia, a hivatalos szovjet ideológia helyett. A darab nem aratott sikert.
A Béke szimfónia írásának idején történt, hogy megbabonázta egy ír asszony, Marie Elizabeth O'Mahoney szépsége, akit Scarlettnek is neveztek, Margaret Mitchell Elfújta a szél című regényének hősnőjéhez, Scarlett O'Harához való külső és temperamentumbeli hasonlósága folytán. Bár éppen nászúton volt harmadik férjével, szerelembe esett a zeneszerzővel. Panufnik hamarosan felfedezte, hogy epilepsziában szenved, de a kétségek dacára a pár 1951-ben összeházasodott, és hamarosan megszületett kislányuk, Oonagh. A komponistának immár a családját is el kellett tartania, ezért hasznot hajtó munkába vetette magát a filmvállalatnál. Egy film erejéig ismét visszatért a régi lengyel muzsikához, és később ezt a zenét használta fel a Concerto in modo antico című hangversenydarabjában. 1952-ben komponálta a Hősi nyitányt, amelynek ötlete 1939-ben fogant, és Lengyelországnak a náci elnyomás elleni küzdelme inspirálta. Ezt a munkáját (anélkül, hogy elárulta volna a valódi jelentését) benevezte az 1952-es Helsinki olimpiát megelőző zenei versenybe, és nyert. Hazájában azonban ezt a művét is formalistának bélyegezték.
1953 tavaszán Panufnik a Varsói Filharmonikusok kamaraegyüttesét vezette egy kínai turnén, ahol találkozott Csou En-laj miniszterelnökkel és Mao Ce-tunggal is. Ezen a hangversenykörúton érte a hír, hogy kislánya Oonagh vízbe fulladt, amikor fürdetés közben édesanyja epilepsziás rohamot kapott.
Hazatérve Varsóba, felkérték, hogy írjon egy levelet, amelyet a kormányzat küldene a nyugati muzsikusoknak, amelyben – látszólag Panufnik – felkéri őket, hogy adjanak hangot rokonszenvüknek a lengyel nép „békemozgalmá”val kapcsolatban. Panufnik ezt úgy értelmezte, hogy az valójában parancs a Moszkva érdekében végzett kémkedésre, és az „utolsó csepp a pohárban”. Emiatt 1954-ben úgy látta, hogy nem tudja többé összeegyeztetni hazafiúi érzéseit – hogy lengyel zeneszerző maradjon Lengyelországban – azzal a megvetéssel, amelyet a hatalom zenei és politikai követeléseivel szemben táplált. Elhatározta, hogy Nagy-Britanniába emigrál, hogy rávilágítson, milyen körülmények közötti alkotásra kényszerítik a lengyel zeneszerzőket.
Bernard Jacobson leírja Panufnik menekülésének kémregénybe illő történéseit, mintha egyenesen egy John le Carré regényből olvasnánk. „Scarlett”, akinek az édesapja Nagy-Britanniában élt, könnyen kapott beutazási engedélyt, és ott titokban kérte meg a lengyel emigránsokat, hogy segítsenek. Álcának egy svájci karmesteri felkérést eszeltek ki. Panufnik aggódott, nehogy túl mohónak lássék a meghívás elfogadásakor. Miközben eleget tett a felkérésnek, a svájci Lengyel Követség gyanút fogott a szökés tervével kapcsolatban és sürgősen beidézték a követségre. Panufnik egy Zürichen keresztül vezető éjszakai taxiút során lerázta az őt követő titkosszolgálati ügynököket, elérte a londoni repülőjáratot, és megérkezve politikai menedékjogot kapott. Disszidálása nemzetközi visszhangot kapott. A lengyel kormány árulónak nevezte őt, azonnal indexre téve a zenéjét és karmesteri munkásságának a felvételeit. Bár ezt követően is akadt néhány lengyelországi előadás (ahogy arra a Panufnik-kutató, Adrian Thomas rámutat), a disszidálás miatt a komponista nemkívánatos személy lett a saját hazájában, és az is maradt egészen 1977-ig.

### Élete Nyugaton
Miután pénz és egyéb javak nélkül hagyta el Lengyelországot, az alkalmi dirigensi bevételek igen szűkösek voltak a megélhetéshez. Zeneszerző kollégáitól, köztük Ralph Vaughan Williamstől és Arthur Benjamintól kapott pénzügyi támogatást; a szakmai szolidaritás gesztusa legalább annyi bátorítást jelentett a számára, mint maga a pénz. Régi barátja, Witold Małcużyński zongoraművész azzal segítette, hogy gazdag patrónust talált a számára. „Scarlett” Panufnik könyvet írt férje lengyelországi életéről és elmeneküléséről, de a könyv sejtetései és pontatlanságai lehangolták a zeneszerzőt. Panufnik és Scarlett eltávolodtak: az asszony sóvárgott az izgalmak és a társaság iránt, míg férje békességet és nyugalmat óhajtott a komponáláshoz.
Elutazott az Egyesült Államokba is, hogy részt vegyen a Béke szimfónia előadásán, melyet Leopold Stokowski vezényelt. Az előadás hatására elhatározta, hogy szemétbe dobja a szimfóniát, amelyet – érzése szerint – kényszer alatt írt. Visszatérve Angliába, elhagyta a kórustételt, a megmaradt tételeket pedig újjá formálta Sinfonia elegiaca címen. Ezt szintén Stokowski mutatta be, figyelemre méltó sikerrel.
Panufnik kiábrándítóan nehézkesnek találta a beutazási engedély megszerzését az Egyesült Államokba. A mccarthyzmus nyomában a londoni Amerikai Nagykövetség nem volt segítőkész és gyanakodva szemlélte őt: Panufnik meglepődött, hogy ujjlenyomatot vesznek tőle, és nem egyszer kérdezték tőle csípősen, hogy tagja volt-e valaha a Lengyel Egyesült Munkáspártnak. Nem sokkal a Nyugatra való disszidálása után, ez az eljárás meglehetősen ironikusnak tűnik.
Röviddel Nagy-Britanniában való letelepedése után exkluzív kiadói szerződést kötött a tekintélyes Boosey and Hawkes céggel. A kiadó nem kapott választ a lengyel állami kiadóktól Panufnik eddigi, náluk megjelent műveit érintő hosszabb távú szándékaikról. Emiatt azt tanácsolták a komponistának, hajtson végre apróbb változtatásokat a meglévő művein, hogy elkerüljék a szerzői jogi problémákat, amikor a Boosey and Hawkes felveszi a katalógusába ezeket a darabokat. Alighogy végzett az átdolgozásokkal, hallotta, hogy a lengyel állami kiadók végre megerősítették: nem fűződik semmilyen további érdekük Panufnik náluk kiadott műveihez. A zeneszerző bánta az elvesztegetett időt, és valóban: a fennmaradt eredeti kották (melyek másolataiból már kapott néhány nyugati könyvtár, köztük a Harvard Egyetemé is) bizonyítják, hogy Panufnik módosításaival nem ritkán eltűntek ezen művek fontosabb szakaszai is. Ennek ellenére, az 1955 előtt írt műveit továbbra is az átdolgozott változatban adják elő.
Két évig, 1957 és 1959 között a komponista anyagi helyzete némileg könnyebbé vált, amikor kinevezték a Birminghami Szimfonikusok vezető dirigensévé. A zenekar szerette volna, hogy továbbra is maradjon, de az ötven koncertre való felkészülés nem tette lehetővé, hogy Panufnik elegendő időt szentelhessen a zeneszerzésnek.
1959-ben szerelmes lett Winsome Wardba, akinél a következő évben rákot diagnosztizáltak. Ez idő tájt teljesített egy zongoraverseny megrendelést, és megírta a Sinfonia Sacrát. Találkozott az akkor húszéves Camilla Jessellel, aki személyi titkárként dolgozott az Államokban, és bátyjával Toby Jessellel, aki politikus volt. Neil Marten, a brit parlament tagja (akinek a brit külügy munkatársaként vizsgálódnia kellett Panufnik disszidálása ügyében), javasolta a zeneszerzőnek Camilla Jesselt, hogy segítse őt a levelezésben. Panufnik elfogadta, és az új munkatárs hamarosan rájött, hogy a komponista nem válaszolt karmesteri felkérésekre és megrendelésekhez fűződő érdeklődésekre. Miután reagált ezekre a felkérésekre és megrendelésekre, elegendő forráshoz jutott, hogy idejének nagyobb részét fordíthassa az alkotásra. 1963-ban benevezte az újonnan komponált Sinfonia Sacrát egy tekintélyes nemzetközi versenyre, Monacóban: első díjat nyert a legjobb zenekari művek kategóriájában.
1963-ban, Winsome Ward halált követően a komponista és Camilla egyre közelebb kerültek egymáshoz, és 1963 novemberében házasságot kötöttek. Egy Temzéhez közeli házba költöztek, Nagy-London Twickenham nevű városrészében. Olyan nagy nevek kértek tőle műveket, mint Leopold Stokowski, aki a Universal Prayer bemutatóját vezényelte, Yehudi Menuhin, aki hegedűversenyt és Msztyiszlav Rosztropovics, aki csellóversenyt rendelt tőle. Elfogadott megrendeléseket londoni zenekaroktól, de oly távoli helyekről is, mint Boston vagy Monte-Carlo. 1990-ig nem tért vissza Lengyelországba. 1991-ben II. Erzsébet lovaggá ütötte. Twickenhamben halt meg, 77 éves korában. Második feleségétől, Camillától született lánya, Roxanna Panufnik (1968-) szintén zeneszerző. Fia, Jem Panufnik grafikus művész, DJ és elektronikus zeneszerző.

## Öröksége
Panufnikot Lengyelország rangos posztumusz állami kitüntetésben részesítette (Polonia Restituta Medal). Halála után Solti György azt írta: „fontos zeneszerző és elsőrangú karmester volt, a zeneművészet európai hagyományainak legkiválóbb bajnoka”.

## Művei
Korai kompozícióinak kéziratai és egyes részei a varsói felkelés következtében, 1944-ben elvesztek. Néhányat közülük rekonstruált, 1945-ben.

### Zenekari művek
- Szimfóniák
  - Symphony No. 1 (1939, elveszett 1944-ben, újjáírva 1945-ben, de később a komponista visszavonta és megsemmisítette)
  - Symphony No. 2 (1941, elveszett 1944-ben)
  - Sinfonia Rustica (Symphony No. 1) (Falusi szimfónia, 1948, átdolgozva: 1955.)
  - Sinfonia Elegiaca (Symphony No. 2) (Elégikus szimfónia, 1957, átdolgozva: 1966, a később elvetett Symphony of Peace részein alapulva)
  - Sinfonia Sacra (Symphony No. 3) (Szentséges szimfónia, 1963)
  - Sinfonia Concertante (Symphony No. 4), (Szimfónia concertante, fuvolára, hárfára és kis vonós zenekarra (1973)
  - Sinfonia di Sfere (Symphony No. 5) (A szférák szimfóniája, 1974–75)
  - Sinfonia Mistica (Symphony No. 6) (Misztikus szimfónia, 1977)
  - Metasinfonia (Symphony No. 7), (Meta-szimfónia, szóló orgonára, üstdobra és vonós zenekarra (1978)
  - Sinfonia Votiva (Symphony No. 8) (Fogadalmi szimfónia, 1981, átdolgozva: 1984.)
  - Symphony No. 9, Sinfonia di Speranza (A Remény szimfóniája, 1986, átdolgozva: 1990.)
  - Symphony No. 10 (1988, átdolgozva: 1990.)
- Szimfonikus változatok (1935–36, elveszett 1944-ben)
- Szimfonikus allegro (1936, elveszett 1944-ben)
- Szimfonikus kép (1936, elveszett 1944-ben)
- Kis nyitány (1937 körül, elveszett 1944-ben)
- Tragikus nyitány (1942, elveszett 1944-ben, rekonstruálva 1945, átdolgozva: 1955.)
- Divertimento vonósokra (Feliks Janiewicz művének adaptálásával, 1947, átdolgozva: 1955.)
- Bölcsődal (1947, átdolgozva: 1955.)
- Nocturne (1947, átdolgozva: 1955.)
- Antik lengyel szvit, 16. és 17. századi lengyel művek alapján (1950, átdolgozva: 1955.)
- Hősi nyitány (1952, átdolgozva: 1969.)
- Rapszódia (1956)
- Polonia (1959)
- Őszi muzsika, három fuvolára, három klarinétra, ütőhangszerekre, cselesztára, zongorára, hárfára, brácsákra, csellókra és nagybőgőkre (1962, átdolgozva: 1965.)
- Tájkép, vonós zenekarra (1962, átdolgozva: 1965.)
- Jagelló-kori triptichon, vonós zenekarra (korabeli lengyel művek nyomán, 1966)
- Katyńi sírfelirat (1967. átdolgozva: 1969.)
- Ünnepi concerto, zenekarra (karmester nélkül) (1979)
- Paean (Hálaadó ének, rézfúvós együttesre, 1980)
- Arbor Cosmica,[9] (Világfa, tizenkét vonós szólistára vagy vonós zenekarra, 1983)
- Harmónia,[10] kamarazenekarra (1989)

### Versenyművek
- Concerto in modo antico, szóló trombitára, két hárfára, csembalóra és vonós zenekarra (eredeti címe: Koncert Gotycki, Gótikus concerto] (korabeli lengyel művek nyomán, 1951, átdolgozva: 1955.)
- Zongoraverseny (1962, átdolgozva: 1970, újrakomponálva 1972, az első, Intrada tétellel kiegészítve: 1982.)
- Hommage à Chopin, fuvolára és kis vonós zenekarra (az 1949-es vokális mű 1966-os meghangszerelése)
- Hegedűvereseny (1971)
- Concertino üstdobra, ütőhangszerekre és vonós zenekarra (1979–80)
- Fagottverseny (1985)
- Csellóverseny (1991)

### Vokális művek
- Zsoltár, szólistákra, kórusra és zenekarra (1936, Panufnik diplomaműve, elveszett 1944-ben)
- Öt lengyel parasztdal, szoprán hangokra, két fuvolára, két klarinétra és basszusklarinétra.  (1940, elveszett 1944-be, rekonstruálva 1945-ben, ismeretlen lengyel szerző szövegére)
- Négy földalatti ellenállási dal, énekhangra vagy unisono hangokra és zongorára (1943–44, lengyel szöveg: Stanisław Ryszard Dobrowolski)
- Hommage à Chopin, szoprán hangra és zongorára, eredeti címe Suita Polska (1949, átdolgozva: 1955.)
- Béke szimfónia, kórusra és zenekarra (1951, később visszavonva, Jarosław Iwaszkiewicz lengyel szövegére)
- Dal Szűz Máriához, a cappella kórusra vagy hat szóló énekhangra (1964, átdolgozva: 1969, anonymous Latin text)
- Universal Prayer, szoprán alt, tenor és basszus szólistákra, kórusra, három hárfára és orgonára (1968–69, Alexander Pope angol nyelvű szövegére)
- Könyörgés a békéért, magas fekvésű énekhangra, két trombitára és két harsonára (1972)
- Téli napforduló, szoprán és bariton szólistákra, kórusra, három trombitára, három harsonára, üstdobra és harangjátékra (1972, Camilla Jessel angol szövegére)
- Szerelmes dal, mezzoszoprán hangra és hárfára vagy zongorára (1976, opcionális vonós zenekari szólamokkal kiegészítve: 1991, Sir Philip Sidney angol szövegére)
- Álomképek, mezzoszopránra és zongorára (1977, szöveg nélkül)
- Prayer to the Virgin of Skempe, szóló hangra vagy egyszólamú kórusra, orgonára és hangszeres együttesre (1990, Jerzy Peterkiewicz lengyel szövegére)

### Balettek
Míg Panufnik muzsikáját gyakran játsszák tánchoz, a szerző két balettet is komponált, korábbi műveinek adaptációjával és új részekkel való kiegészítésével
- Cain and Abel (Káin és Ábel, 1968, a Sinfonia Sacra és Tragikus nyitány átdolgozása, új anyagokkal)
- Miss Julie (1970, a Nocturne, a Rhapsody, az Autumn Music és a Polonia átdolgozása, új anyagokkal)

### Kamaraművek

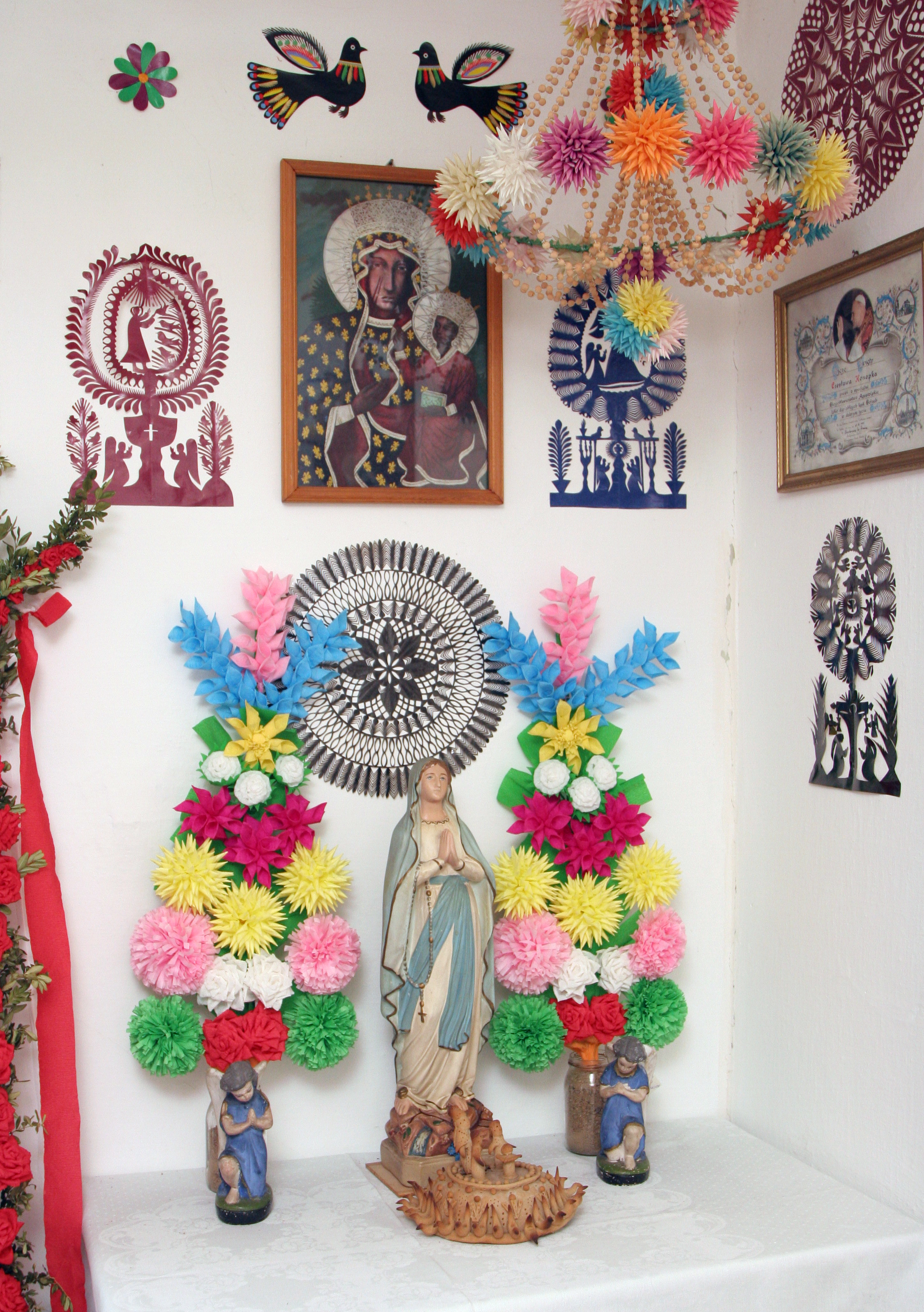
Papírkivágások Kurpie környékéről

- Classical Suite, vonósnégyesre (1933, elveszett 1944-ben)
- Piano Trio (1934, elveszett 1944-ben, rekonstruálva 1945, átdolgozva 1977.)
- Quintetto Accademico, fuvolára, oboára, klarinétra, kürtre és fagottra (1953, átdolgozva 1956-ban; elveszett, de 1994-ben újra felfedezték)
- Háromszögek, három fuvolára és három csellóra (1972)
- String Quartet No. 1 (1. vonósnégyes, 1976)
- String Quartet No. 2, Messages (2. vonósnégyes, „Üzenetek”, (1980)
- Song to the Virgin Mary, (Dal Szűz Máriához, vonós szextettre, az 1964-es vokális mű 1987-es meghangszerelése)
- String Sextet Train of Thoughts (Vonós szextett, „A gondolatok vonata” 1987)
- String Quartet No. 3 Wycinanki (3. vonósnégyes, „Papírkivágások”, 1990)

### Zongoraművek
- Variációk (1933, elveszett 1944-ben)
- Tizenkét miniatűr tanulmány, eredeti címe Kvintkör (1947, az I. kötet átdolgozva 1955, a II. kötet átdolgozva: 1964)
- Tükröződések (1968)
- Pentasonata (1984)

### Ifjú zenészeknek szánt darabok
- Két lírikus darab (1: fa- és rézfúvósokra, 2: vonósokra, 1963)
- Temzei látványosság, kantáta fiatal hangszeres előadók és énekesek számára, 1969, Camilla Jessel angol szövegére)
- Körmenet a békéért (1982-83)

## Fordítás
- Ez a szócikk részben vagy egészben  az   Andrzej Panufnik című angol Wikipédia-szócikk ezen változatának fordításán alapul.  Az eredeti cikk szerkesztőit annak laptörténete sorolja fel. Ez a jelzés csupán a megfogalmazás eredetét és a szerzői jogokat jelzi, nem szolgál a cikkben szereplő információk forrásmegjelöléseként.